# Plantago weddelliana
Plantago weddelliana är en grobladsväxtart som beskrevs av Joseph Decaisne. Plantago weddelliana ingår i släktet kämpar, och familjen grobladsväxter. Inga underarter finns listade i Catalogue of Life.